# 表兄弟素数
表兄弟素数（Cousin prime）是二個相差4的質數，其概念類似孪生素数（二質數的差為2）及六質數（二質數的差為6）。
前几对表兄弟素数（ A023200及 A046132) 如下：
(3, 7), (7, 11), (13, 17), (19, 23), (37, 41), (43, 47), (67, 71), (79, 83), (97, 101), (103, 107), (109, 113), (127, 131), (163, 167), (193, 197), (223, 227), (229, 233), (277, 281), (307, 311), (313, 317)……

## 性質
至2009年5月為止已知最大表兄弟素数為（p, p+4），其中
p = (311778476·587502·9001#·(587502·9001#+1)+210)·(587502·9001#−1)/35+1

而9001#是前9001個質數的乘積，也就是素連乘數。此質數是由Ken Davis發現，位數為11594位。
已知最大的表兄弟可能質數為
474435381 · 298394 − 1
474435381 · 298394 − 5.
其位數為 29629位，是由Angel, Jobling及Augustin。其中第一個數已證實為質數，但目前還找不到素性测试法可以證明第二個數為質數。
孿生質數猜想認為有無窮個孿生質數，也有類似的猜想認為有無窮個表兄弟素數。表兄弟素數也有布朗常數B4，概念和孿生質數的布朗常數類似，為表兄弟素數的倒數和，不過沒有考慮質數對(3, 7)：
{\displaystyle B_{4}=\left({\frac {1}{7}}+{\frac {1}{11}}\right)+\left({\frac {1}{13}}+{\frac {1}{17}}\right)+\left({\frac {1}{19}}+{\frac {1}{23}}\right)+\cdots .}
Marek Wolf在1996年計算所有小於242的表兄弟素數的倒數和，其數值如下：
B4 ≈ 1.1970449.

## 内部链接
- 六素数
- 孪生素数
- 三胞胎素数
- 四胞胎素数
- 素数判定法则
- 素数公式
- 埃拉托斯特尼筛法